# Rasa de la Perera
La Rasa de la Perera és un torrent que en confluir amb la Rasa de Ginebres dona lloc a la Rasa d'Antigues. Tot el seu curs transcorre pel terme municipal de Navès.

## Xarxa Hidrogràfica
La xarxa hidrogràfica de la Rasa de la Perera està integrada per un total de 6 cursos fluvials. D'aquests, 5 són subsidiaris de 1r nivell.
La totalitat de la xarxa suma una longitud de 4.954 m. que transcorren íntegrament pel terme municipal de Navès.
| Codi del corrent fluvial | Coordenades del seu origen                                   | longitud (en metres) |
| ------------------------ | ------------------------------------------------------------ | -------------------- |
| R. de la Perera          | 42° 5′ 33.10″ N, 1° 37′ 15.54″ E / 42.0925278°N,1.6209833°E  | 3.281                |
| E1                       | 42° 5′ 18.04″ N, 1° 37′ 18.15″ E / 42.0883444°N,1.6217083°E  | 212                  |
| D1                       | 42° 4′ 52.06″ N, 1° 36′ 59.96″ E / 42.0811278°N,1.6166556°E  | 469                  |
| D2                       | 42° 4′ 37.52″ N, 1° 37′ 5.039″ E / 42.0770889°N,1.61806639°E | 281                  |
| E2                       | 42° 4′ 33.22″ N, 1° 37′ 22.75″ E / 42.0758944°N,1.6229861°E  | 167                  |
| D3                       | 42° 4′ 33.64″ N, 1° 36′ 56.71″ E / 42.0760111°N,1.6157528°E  | 544                  |